# Мюрберг, Август Максимилиан
Август Максимилиан Мюрберг (швед.  August Maximilian Myhrberg, 24 июля 1797 Раахе Шведское королевство — 31 марта 1867, Стокгольм, Швеция) — шведский и финский офицер и филэллин, принявший участие в Испанской революции и Освободительной войне Греции (1821—1829).
События его жизни были мифологизированы в Швеции, а его образ был идеализирован в конце XIX века финскими националистами.
Согласно заявлению современной финской исследовательницы Петры Кекконен, историческая оценка его личности несопоставима с картиной, которую популярное финское воображение, подпитываемое националистическим активизмом и идеологией, спроецировало в качестве «реального Мюрбергa».

## Детство и молодость
Август Максимилиан Мюлберг родился 24 июля 1797 года в Раахе, Шведское королевство.
Его отец, Андерс Густав Мюрберг, был шведским купцом, в звании капитана служил в шведской армии, позже стал чиновником таможни
Его мать Христина происходила из финской буржуазной семьи из Оулу.
Семья дома говорила на финском языке
После того как Финляндии перешла к России в результате русско-шведской войны, семья Мюрберга переехала в Карлсхамн а затем в Хернёсанд.
Окончив начальную школу в Раахе, Мюрберг был послан в Уппсалу, продолжить свою учёбу в школе-интернате. В июне 1815 года, он поступил в Уппсальский университет, где он развил свой интерес к истории и греческой мифологии.
В 1818 году, он познакомился с доцентом Адольфом Арвидссоном, часто посещая связанные с ним оппозиционные круги.

## Начало военной карьеры
В 1820 году он оставил учёбу, чтобы завершить свою военную службу.
Будучи поклонником Наполеона Бонапарта, он стремился принять участие революционных и военных событиях Европы в 20-е годы
После смерти его отца в 1823 году, он отправился в Испанию, где он непродолжительное время воевал в ходе революции против абсолютистского правления короля Фердинанда; и был взят в плен вторгнувшейся в Испанию французской армией.

## Филэллин
Греческая революция разразившаяся в феврале — марте 1821 года ознаменовала также начало филэллинского движения, которое затронуло и далёкую от Греции Скандинавию.
Среди волонтёров филэллинов (общим числом не более тысячи) было десять шведов плюс как добавляет Петра Пакканен, двое рождённых в Финляндии полукровок (вторым кроме Мюлберга был Kustaa Adolf Sass).
С началом Освободительной войны восставшие греки не располагали регулярной армией. Первый регулярный полк (в действительности батальон), состоявший из греков диаспоры и филэллинов, был разбит в Битве при Пета в июле 1822 года:В-212.
После разгрома полка при Пета, недоверие к идее регулярной армии было всеобщим.
Капитан П. Родиос, находившийся при штабе военачальника Караискакиса, сумел в 1825 году получить от правительства Кундуриотиса приказ, давший ему возможность приступить к повторной организации регулярной армии. Хотя желающих вступить в эту часть было много и располагаемых офицеров было предостаточно, её число было ограничено в 500 человек.
Часть получила имя «Первый греческий регулярный линейный полк»:34.
В дальнейшем, Родиос подал в отставку, отказываясь служить под командованием француза полковника Фавье, назначенного правительством командиром полка.
В 1825 году Фавье был послан греческим правительством в страны Западной Европы для пропаганды филэллинизма. Мюрберг был в числе группы волонтёров набраных полковником Фавье в Марселе для участия в Освободительной войне Греции. Однако финская исследовательница Петра Пакконен, утверждает что Мюрберг в первый раз прибыл в Грецию в 1824 году.
Петра Пакконен пишет, что Мюрберг активно поддерживал движение филэллинизма, потому что оно давало ему «идеалистический повод сделать что -то новое, уйти» (p. 61).
Она пишет, что Мюрберг решил стать филэллином в ходе своего непродолжительного участия в войне в Испании в 1823 году, после которой он оказался в Марселе.
Пакконен приходит к выводу, что решение Мюрберга ехать в Грецию было мотивировано отсутствием других каких либо увлекательных предложений и, наконец, его финансовыми проблемами.
Он прибыл в Навплион в 1825 году (по другим сведениям в Месолонгион).
В составе регулярного полка в был создан корпус кавалерии (Σώµα Ιππικού), состоявший из трёх ил по 80 человек в каждой.
Командиром этой кавалерийской части стал француз Реньо де Сен-Жан д’Анжели, который впоследствии стал маршалом Франции.
Базой кавалерии первоначально был Нафплион, с октября 1825 года она была переведена в Аттику.
По прибытии в Грецию Мюрберг вступил в кавалерийскую часть в качестве рядового.
В конце февраля — начале марта 1826 года, кавалерия, в составе которой служил Мюрберг, приняла участие во второй, и также неудачной, осаде Каристоса, которую предпринял полк полковника Фавье.
Разочарованный неудачей майор Реньо, после возвращения корпуса в Среднюю Грецию, подал в отставку и вернулся во Францию. Командование кавалерией принял португальский филэллин Антонио Алмейда
В своих биографиях Мюрберг пишет, что получив звание лейтенанта он принял участие в бою при Хайдари в начале августа 1826 года, где он был ранен, а затем сражался в попытке снятия осады Афинского Акрополя (1826-27), где он вновь был ранен.
Он был ранен в третий раз в бою на мысе Колиас и повышен в звание капитана.
В марте 1827 года кавалерия Алмейды воевала под командованием Караискакиса в Аттике.
В январе 1827 года, Mюрберг стал адъютантом полковника Фавье, впоследствии стал адъютантом шотландского филэллина Гордона Томаса и баварского филэллина полковника Карла Гайдека.
Мюрберг принял участие в последовавших боях в Аттике, и его имя упоминается в мемуарах английского артиллериста Thomas Douglas Whitcombe.
Oднако его участие непосредственно в высадке Фалерона в апреле 1827 года сомнительно, поскольку кавалерийский отряд был оставлен в Пирее и из 26 филэллинов принявших участие в этом сражении выжили только четверо.
В октябре-ноябре 1827 года кавалерийский отряд Алмейды, в котором воевал Мюрберг, принял участие в неудачной экспедиции Фавье на остров Хиос:Δ-47.
В шведских и финских источниках упоминается что он отличился в этом походе, что не удаётся подкрепить греческими источниками.
С завершением войны, в 1829 году по поручению первого правителя Греции Иоанна Каподистрии и приказом греческого генерала Э. Писсаса Мюрберг был назначен комендантом крепости Паламиди в Нафплионе.

## «Создание мифа о Герое»[17]
Мюрберг не принадлежит к числу филэллинов часто упоминаемых в историографии Освободительной войны Греции.
Кроме этого, многие детали его деятельности в Греции, согласно Петре Пакконен, носят характер легенды созданной вокруг его жизни. Так утверждение что он был в Месолонгионе в апреле 1824 года когда там умер Байрон, его участие в событиях у Афинского Акрополя 1826-27, являются частью его легендарной биографии, но одновременно, как пишет Пекконен эти библиографические детали исторически невозможны, но историографически являются важными.
Кроме этого, написанные Мюрбергом четыре автобиографии в деталях противоречат одна другой.
Детали требующие подтверждения и пробелы в его биографии со второй половины XIX века были дополнены финскими активистами, по выражению П. Кекконен «в свободно принятых фольклористических формах» (p.44), согласно которым греки затруднялись произнести фамилию Мюрберг и именовали его на турецкий лад Мурат-бей. Однако и под этим именем его трудно найти в историографии и мемуарах Освободительной войны Греции.
П. Кекконен пишет, что Мюрберг до преклонного возраста оставался «загадочным персонажем» который «всё ещё хранил свои секреты», хотя «и имел хорошие связи и был хорошо известен» (p. 160); следовательно, историческая оценка его фигуры смутно сравнивается с картиной которую популярное финское воображение, подпитываемое националистическими активизмом и идеологией, спрoецировало его как «настоящий Мюрберг»
В связи с оценками и вопросами о реальной биографии Мюрберга особое значение приобретает характеристика данная Мюрбергу полковником Фавье в рекомендательном письме находящимся в архиве греческой «Гетерии Эллинизма и Филэллинизма»:
Фавье именует его «бесстрашным и мужем первого порядка» («intrépide et un homme de premier rang» и заявляет:
```
«Ниже подписавшийся заявляет что г-н Myrberg, швед, служил под моим началом в Греции [.] Мужественный и самоотверженный заслуживающий величайших похвал, который хотел по его прибытии в 1824 году дать полезный пример вступить в корпус рядовым кавалеристом, получил (в бою) все звания вплоть до капитана, только своими достоинствами, и, наконец, из всех иностранцев служивших под моим началом в Греции никто кроме г-на Мюрберга не  заслужили большего признания и  дружбы (местных) жителей и солдат[.]
[
18
]
.
```

## Польский период
Предположения что Мюрберг покинул Грецию опасаясь растущего влияния т. н. Русской партии весьма сомнительны.
А утверждение П. Пакконен, что «его карьера замедлилась, после того как правление нового независимого государства принял Каподистрия, человек который отдавал предпочтение своим русским соотечественникам по сравнению с остальными европейскими офицерами занимающими высшие административные посты в Греции. Это вынудило Мюрберга искать счастья в другом месте», не соответствует реальности.
Иоанн Каподистрия не был ни русским, ни уроженцем России, а греком прослужившим пятнадцать лет Российской империи. Кроме того, греческая историография не знает российских офицеров на военных или административных постах в годы Освободительной войны Греции, кроме только одного, Николая Райко, который в период назначения Мюрберга комендантом Паламиди, был назначен комендантом крепости в городе Патры.
Сам же Мюрберг принял Паламиди у баварца Карла Гайдека, который был назначен комендантом крепости стразу по прибытии Каподистрии в Грецию в январе 1828 года
Мюрберг утверждал что покинув Грецию он принял участие в Польском восстании.
Об этом периоде его жизни мало известно. Информация о его польском периоде, кроме самого Мюрберга, исходит из Франции, но не из Польши.
Но Андерс Рамзай, заявлял что Мюрберг принял участие в Битве при Остроленке, был взят в плен русскими но сумел бежать в нейтральную Пруссию и позже обосновался во Франции..
Сама П. Кекконен в своей книге сетует, что веских доказательств об этом приключении Мюрберга нет.
Но она использует афоризм прочитанный ею в финской таблоидной газете в период когда она писала свою книгу: « Когда легенда станет правдой, напечатайте легенду. Когда правда станет легендой, напечатайте правду»" (p. viii).

## Последующие годы

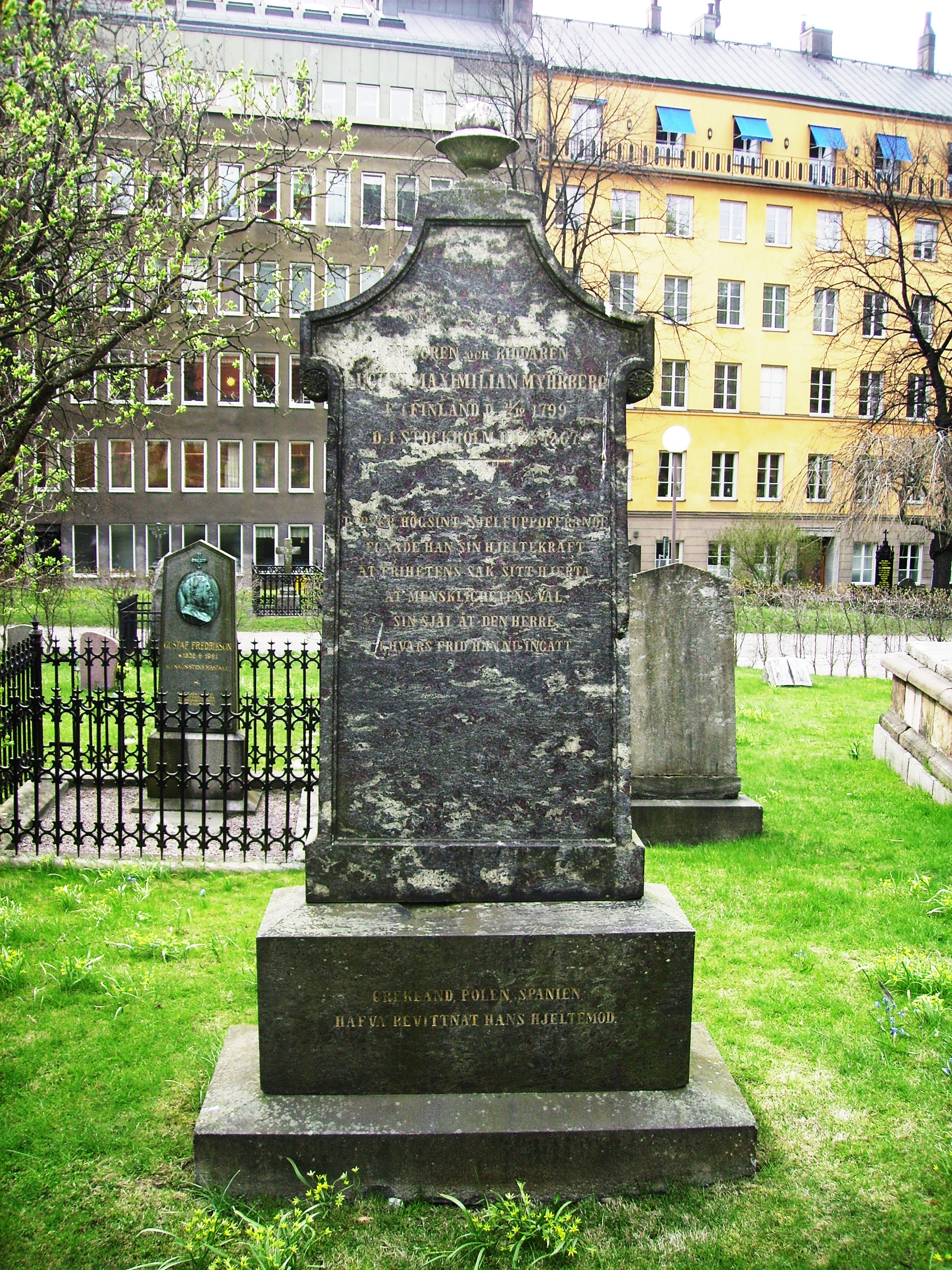
Надгробный камень Мюрберга

В 1834 году Мюрберг был награждён Серебряным Крестом Ордена Спасителя греческим королём Оттоном. Орден был ему выслан.
В 1836 году он посетил в Шотландии своего соратника по Греции и командира Гордона Томаса.
В 1840 году, он совершил поездку в Великое княжество финляндское, чтобы навестить друзей и родственников.
В 1842 году он принял решение вернуться в Швецию, где он вызывал подозрения как радикал и революционер.
После аудиенции с королём Карлом Юханом ему было разрешено обосноваться в стране.
Король был впечатлён военной карьерой Мюрберга, наградил его титулом рыцаря Ордена Меча и званием майора.
Он был послан служить в ополчение защищавшее шведскую колонию Сен-Бартелеми, остававшуюся под контролем Швеции около века (1784—1878). Он прослужил на Сен-Бартелеми до 1848 года, после чего вернулся в Швецию.
Он служил советником шведского короля Oскара I касательно финских вопросов, предостерегая его не вмешиваться в Крымскую войну.
В течение Польского восстания 1863—1864 годов, Мюрберг переехал в Париж, где он постоянно общался с польскими политическими эмигрантами.
Он провёл последние годы своей жизни в Стокгольме, где и умер 31 марта 1867 года. После его смерти он был удостоен государственных похорон с воинскими почестями в церкви Св. Иоанна, хотя он никогда не имел государственной должности в Швеции.

## Память
Архивные материалы касательно жизни Мюрберга, включая письма, рекомендательные письма вышестоящих лиц находятся в архивах Швеции, Финляндии, Греции и Франции.
Мюрберг оставил после себя четыре автобиографии, во многом противоречащие одна другой, в особенности в сравнении с официальной греческой историографией.
Мюрберг вызывал восхищение либеральных и радикальных политических кругах Швеции. Его приключения стали предметом многочисленных, часто противоречивых, слухов и газетных статей, которые идеализировали его как личность. К жизни Мюрберга обращались поэт Йохан Рунеберг, философ Юхан Снельман, поэт Фредерик Сигнеус, писатель Сакариас Топелиус и др.. Он был возведён в образец финскими националистами в конце XIX века.
Большое число статей было опубликовано в финской и шведской прессе с о дня его смерти и по сегодняшний день, описывая подвиги легендарного Мюрберга. До конца XIX века были опубликованы отдельные биографии о нём в Финляндии и Швеции.
Кроме этого о Мюрберге были написаны и опубликованы приключенческие истории «для мальчиков», эпическая поэзия и современный роман.
Жизнь Мюрберга, более или менее легендарная и мифическая, постоянно использовалась для просвещения (финской) публики, где его действия и идеализированный образ были принято в качестве образца морально правильного, самоотверженного и благородного образа жизни особенно в процессе создания национального мифа Таким образом миф о его жизни, в особенности в связи с филэллинизмом был связан с национальным пробуждением Финляндии в особенности во второй половине XIX века
Мюрберг действительно стал одной из самых легендарных фигур в современной финской истории.
На его родине, в старом городе Раахе ему посвящён парк где установлена его статуя.
В 2007 году мраморная мемориальная плита Мюрбергу была установлена также у подножия крепости Паламиди в Нафплионе. На плите установлен бронзовый барельеф Мюрберга, с конём на заднем плане (ссылка на его службу в кавалерии), по периметру надпись AUGUSTE MAXIMILIAN MYHRBERG 1797—1867, под барельефом на плите выбита надпись ФИЛЭЛЛИН ФИНН
БОЕЦ ЗА СВОБОДУ ГРЕКОВ
КОМЕНДАНТ ПАЛАМИДИ
Плита была установлена по инициативе мэрии и общественности его родного города, Раахе.
На церемонии открытия плиты присутствовал министр культуры Финляндии Stefan Wallin.
Церемонию открытия сопровождал финский мужской хор Coro Finlandia.